# Ліквіфакційний некроз
Ліквіфакційний некроз (або колікваційний некроз) — це тип некрозу, який призводить до перетворення тканини на рідку в'язку масу. Часто він пов'язаний з вогнищевими бактеріальними або грибковими інфекціями, а також може проявлятися як один із симптомів внутрішнього хімічного опіку. При ліквіфакційному некрозі уражена клітина повністю перетравлюється гідролітичними ферментами, в результаті чого утворюється м'яке, обмежене ураження, що складається з гною та рідких залишків некротичної тканини. Мертві лейкоцити залишаться у вигляді кремоподібного жовтого гною. Після видалення клітинних залишків лейкоцитами залишається простір, заповнений рідиною. Зазвичай це пов'язано з утворенням абсцесу та часто зустрічається в центральній нервовій системі.
Слово «ліквіфакція» дослівно означає «розрідження».

## У мозку
Через екситотоксичність гіпоксична загибель клітин центральної нервової системи може призвести до ліквіфакційного некрозу. Це процес, під час якого лізосоми перетворюють тканини на гній в результаті вивільнення лізосомами травних ферментів. Втрата архітектури тканини означає, що тканина може бути розріджена. Цей процес не пов'язаний з дією бактерій чи інфекцією. Зрештою, у живого пацієнта більшість некротичних клітин та їх вміст зникають.
Уражена ділянка м'яка, з розрідженим центром, що містить некротичні уламки. Пізніше утворюється стінка кісти.
Мікроскопічно кістозний простір містить некротичні клітинні залишки та макрофаги, заповнені фагоцитованим матеріалом. Стінка кісти утворена проліферуючими капілярами, запальними клітинами та гліозом (проліферуючими гліальними клітинами) у випадку мозку та проліферуючими фібробластами у випадку абсцесних порожнин. Клітини мозку містять велику кількість травних ферментів (гідролаз). Ці ферменти призводять до розм'якшення та розрідження нервової тканини.

## У легенях
Ліквіфакційний некроз також може виникати в легенях, особливо в контексті абсцесів легень.

## Інфекція
Ліквіфакційний некроз також може виникати внаслідок певних інфекцій. Нейтрофіли, борючись з бактеріями, вивільняють гідролітичні ферменти, які також атакують навколишні тканини.